# Tabanus gilvellus
Tabanus gilvellus är en tvåvingeart som beskrevs av Philip 1960. Tabanus gilvellus ingår i släktet Tabanus och familjen bromsar.
Artens utbredningsområde är Thailand. Inga underarter finns listade i Catalogue of Life.